# Біличі (Самбірський район)
Бі́личі — село в Україні, у Старосамбірській міській громаді Самбірського району Львівської області. Населення становить 1263 осіб (2022 р.). Орган місцевого самоврядування — Старосамбірська міська громада.

## Назва
У 1989 році назву села Білич було збільшено на одну літеру.

## Географія
Біличі тягнуться зі сходу на схід майже на шість кілометрів, долішня частина лежить над річкою Яблунькою, горішня — над потоком Білич (ліва притока Яблуньки). Село зі всіх боків оточене горами. З півночі розташовані вершини: Ляхів (721 м), Менчиконя (636 м), Свинцір (635 м), з півдня — Свинний (756 м), Кобила (753 м) та інші.
Відстань до районного центру 17 км, до пожежної частини 18 км, лікарні 18 км, до обласного центру 100 км. Дороги з асфальтовим покриттям 8 км, дороги з твердим покриттям 6 км, ґрунтові дороги 1,5 км.

## Населення

### Мова
Розподіл населення за рідною мовою за даними перепису 2001 року:
| Мова       | Кількість | Відсоток |
| ---------- | --------- | -------- |
| українська | 844       | 99.52%   |
| російська  | 2         | 0.24%    |
| польська   | 2         | 0.24%    |
| Усього     | 848       | 100%     |

## Історія
Перша згадка про Біличі відноситься до 1437 року. В давнину це село мало ще назву — Воля Стрільбицька. У 1928 році тут мешкало 1518 осіб, серед яких 44 євреї. Тоді в селі була школа на 2 класи, у якій навчалося близько 100 дітей.

## Загальні відомості
Територія населеного пункту 3696 га, під забудову та присадибні ділянки 343 га, орна земля 269 га, пасовища 250 га, громадські ліси 1427 га.
Осередки політичних партій: КУН.

### Соціальна сфера
- Заклади охорони здоров'я: ФАП.
- Школа початкова на 80 учнів.
- Школа неповна середня на 270 учнів.
- Народний дім на 100 місць.
- Спортивні майданчики — 2 шт.
- Бібліотека № 1, керівник Гомзяк Г. Й.
- Бібліотека № 2, керівник Паплик Г. М.
- Відділення зв'язку, керівник Розлуцька Л. М..

### Культові споруди
- Церква-каплиця Неуст. Матері Божої, побудована у 1990 році (конфесія — УГКЦ).
- Церква «Святого Архистратига Михаїла», побудована у 1905 році.
- Церква Чуда Архистратига Михаїла, побудована у 1946 році. Храмові свята: 19 вересня — Чудо Архистратига Михаїла та 21 листопада — Собор Архистратига Михаїла.
- 23 червня 2012 року Владика Ярослав (Приріз), єпископ Самбірсько-Дрогобицький, здійснив душпастирські відвідини парафії с. Біличі. Священик та громада вірних запросили єпископа освятити наріжний камінь під будівництво майбутнього храму. 20 серпня 2017 року відбулося освячення храму[3].

## Цікаві факти
У селі є церква Святого Архистратига Михаїла, збудована 1905 року. Раніше на її місці стояла дерев'яна церква. З давніх часів вона була оточена високими кам'яними мурами з бійницями, які були зведені для захисту від татарських нападів. З часом церква втратила оборонне значення, а верхня частина мурів від старості почала поступово обвалюватися. Селяни вирішили розібрати верхню частину і використати її для фундаментів нової церкви. Коли довкола церкви залишався вже невисокий мур, селяни зрозуміли, що власними руками знищили давню пам'ятку. Було вирішено відновити мур. Але роботи відкладалися з року на рік, так що мур залишився невисоким. Поруч з новою церквою було вирішено звести нову дзвіницю. Коли рили яму для гасіння вапна, у землі знайшли багато безладно розкиданих людських кісток. Можливо, це були останки тих, хто загинув у боротьбі з татарами. Зі східного боку церкви можна побачити застряглий у стіні артилерійський снаряд часів першої світової війни. Він є мовчазним нагадуванням про те, що церква могла бути зруйнована ще 1914 року.

## Відомі люди
- Подолинський Василь Іванович — український громадсько-політичний діяч, публіцист.
- Дедуненко Ганна Іванівна — депутат Верховної Ради УРСР 11-го скликання.
- Носалевич Олександр Модестович — український оперний співак (бас-баритон).